# Občina Loški Potok
Občina Loški Potok je ena od občin v Republiki Sloveniji  s središčem v naselju Hrib - Loški Potok. Nastala je z izločitvijo iz dela nekdanje velike Občine Kočevje (južni del) in dela Občine Ribnica (severni del občine)

## Naselja v občini
Črni Potok pri Dragi, Draga, Glažuta, Hrib - Loški Potok, Lazec, Mali Log, Novi Kot, Podplanina, Podpreska, Pungert, Retje, Srednja vas pri Dragi, Srednja vas - Loški Potok, Stari Kot, Šegova vas, Trava, Travnik

## Osebe, povezane z občino
- Seznam osebnosti iz Občine Loški Potok
- Joža Lavrič (1799, Šegova vas – 1870, Šegova vas), pesnik, kipar, prosvetitelj
- Aleksander Lunaček (1864, Travnik – 1934, Šentrupert), učitelj, strokovni pisec, sadjar, čebelar
- Franc Knavs (1871, Hrib – 1946, Ljubljana), častnikar, misijonar
- Jakob Turk (1872, Novi Kot – 1935, Ljubljana), agrokemik
- Rudolf Marn (1875, Draga – 1927, Ljubljana), gospodarski pisec, pravnik
- Alojz Knavs (1877, Hrib – 1958, Ljubljana), lovec, lovski pisatelj
- Anton Debeljak (1877, Šegova vas – 1952, Lovran), pesnik, literarni kritik, prevajalec
- Zofka Kveder (1878, Ljubljana – 1926, Zagreb), pisateljica, publicistka
- Alojzij Zbačnik (1890, Travnik – 1914, Przemyśl), pripovednik, dramatik
- Edo Turnher (1896, Hrib – 1969, Ljubljana), kulturni delavec, šahist
- Anton Seliškar (1897, Travnik – 1964, Vrhnika), pesnik, dramatik, skladatelj, zadružni delavec
- Katica Lipovec (1900, Podplanina – 1977), pesnica
- Jože Rus (1904, Hrib – 1992, Ljubljana), inženir elektrotehnike, politik
- Zdravko Turk (1904, Novi Kot – 1991, Ljubljana), gozdarski inženir
- Milko Bambič (1905, Trst – 1991, Trist), slikar, karikaturist, literarni kritik, mladinski pisatelj
- Rudolf Mohar (1909, Šegova vas – 1990, Ljubljana), pesnik, pisatelj
- Drago Košmrlj (1911, Bela Voda nad Travnikom – 2003, Ljubljana), novinar, publicist
- Ciril Rus (1913, Hrib – ?), publicist
- Filip Pajnič, publicist
- Stanislava Rus (1916, Hrib – 1963), infektologinja
- Dušan Stepančič (1921, Hrib – 2007, Ljubljana), pedolog
- Karel Oražem (1923, Mali Log – ?), publicist
- Mirko Mohar
- Cirila Bambič (1923, Travnik – ), učiteljica
- Frančiška Vesel
- Janez Novak (1937 - 2021) v letih 1994 - 2014 župan občine Loški Potok
- Ivan Benčina v letih 2014 - 2022 župan občine Loški Potok.